# Monstar (nhóm nhạc)
Monstar hay Monstar from St. 319 là một nhóm nhạc Việt Nam, được thành lập, đào tạo và quản lý bởi St.319 Entertainment. Nhóm bao gồm các thành viên xuất thân từ Nhóm nhảy St. 319 và được tuyển từ cuộc thi tìm kiếm tài năng của St. 319 Entertainment. Theo định hướng của công ty quản lý, Monstar sẽ là nhóm nhạc năm thành viên được St.319 xây dựng và đào tạo, nhóm đã ra mắt đầy đủ sáu thành viên: Erik, Nicky, J, Zino (Vương Bình), Key, GREY D.

## Tên gọi
Theo lý giải của St.319, Monstar là sự kết hợp giữa: Monster (quái vật - thể hiện sự mạnh mẽ) và Star (ngôi sao - thể hiện ánh sáng của niềm hy vọng). Tên fan club của nhóm là Monee, đặt cạnh tên nhóm sẽ có ý nghĩa: "siêu mặt trăng" (Moonee) là thiên thể duy nhất xoay quanh hành tinh xanh (Monstar), như một vệ tinh luôn bảo vệ và che chở. Bởi theo truyền thuyết, đêm trăng tròn cũng chính là đêm "quái vật" (Monstar) xuất hiện và tràn đầy năng lượng nhất.

## Lịch sử

### 2013-2015: Trước khi ra mắt
- Erik (tên thật Lê Trung Thành): Từng tham ở các cuộc thi ca hát và gặt hái một số thành tích như: lọt vào Top 15 Giọng hát Việt nhí 2013, giải vàng Giai điệu tuổi hồng toàn quốc, Top 25 Ngôi sao Việt và Top 4 The winner is 2014. Anh từng tham gia góp giọng trong ca khúc I heart you - ca khúc thuộc Digital single Y.Ê.U của nữ ca sĩ Min.
- Nicky (tên thật Trần Phong Hào): Khá quen mặt với nhiều bạn trẻ thông qua những bản cover trên mạng xã hội, có thời gian được đào tạo âm nhạc bài bản trước khi là thành viên của nhóm nhạc. Từ khi còn là thực tập sinh sở ST.319, Nicky đã thể hiện sự hài hước của mình thông qua những clip đăng tải trên YouTube. Anh là một thành viên của nhóm nhảy St.319[3]. Trước khi ra mắt, anh từng xuất hiện trong MV Get Out và MV Nhớ của Min với vai trò là vũ công.
- Key (tên thật Võ Trần Thái Trung): Là một thực tập sinh của ST.319 cũng là một thành viên của nhóm nhảy St.319[3]. Trước khi ra mắt, anh từng xuất hiện trong MV You & I của Cường Seven với vai trò là vũ công.
- GREY D (tên thật Đoàn Thế Lân): Từng gây chú ý khi tham gia Chương trình Giọng hát Việt nhí 2014 ở đội HLV Lam Trường và dừng lại ở vòng liveshow. Cuối năm 2016, Grey-D quyết định tham gia ca khúc hay nhất 2016 (Sing My Song) với hình ảnh trưởng thành hơn, đậm chất "soái ca" và là em út của đội HLV Nguyễn Hải Phong. Ở vòng sáng tác trong 24 giờ, Grey-D đã giành được số điểm cao nhất từ hội đồng chuyên môn với 30 điểm nhưng may mắn đã không mỉm cười đã khiến anh phải đột ngột dừng bước.
- J (tên thật Phạm Tiến Đạt): Debut cùng nhóm vào ngày 11 tháng 6 năm 2018 với ca khúc Giữ Lấy Làm Gì trong chuỗi sản phẩm của The Magic Show. Anh từng tham gia cuộc thi Giọng hát Việt 2015 tuy nhiên anh đã không gặt hái được nhiều may mắn.
- Zino hay Vương Bình (tên thật Ngô Nguyên Bình): Trở thành một mẩu của nhóm Monstar trong sản phẩm debut chính thức Nếu Mai Chia Tay.

Trước khi ra mắt, các thành viên của Monstar đã thực hiện các hoạt động quảng bá tại Việt Nam và Hàn Quốc như: gặp gỡ giao lưu với nhóm nhạc Hàn Quốc AOA, Gfriend, B1A4. Thành viên Erik cũng đã thực hiện MV đầu tay của mình với ca khúc Sau Tất Cả gây được tiếng vang lớn và trở thành cơn sốt trong làng giải trí Việt Nam suốt một thời gian.

### 2016: Ra mắt chính thức
- Tháng 9 năm 2016, Nhóm Monstar chính thức ra mắt bằng MV đầu tay có tựa #Babybaby mang âm hưởng Old school được sáng tác bởi nhạc sĩ Khắc Hưng và hai thành viên Nicky, Key. MV được thực hiện và sản xuất bởi ekip Hàn-Việt, đội ngũ sản xuất phía Hàn Quốc thuộc công ty SM Entertainment[10].
- Tháng 12 năm 2016, Monstar được Tổng cục Du lịch Hàn Quốc (KTO) lựa chọn làm Đại sứ du lịch Việt – Hàn[11]. Trong thời gian này, nhóm đã sang Hàn Quốc và thực hiện chuỗi hoạt động quảng bá du lịch với cương vị của mình, trong đó nổi bật là sự kiện cho ra mắt MV Love Rain được KTO cấp bản quyền và nhóm đã viết lại lời Việt dựa trên ca khúc cùng tên của nam danh ca Kim Tae Woo[11][12].  ca khúc được sáng tác bởi Verra. Tham gia MV có sự góp mặt của nữ diễn viên Choi Jin Hee từng tham gia vai diễn nữ y tá Park Kwan Hee trong bộ phim Hậu duệ mặt trời[11][12].

### 2017: Giải thưởng đầu tay và thay đổi đội hình
- Ngày 6 tháng 1, tại sân khấu câu lạc bộ Lan Anh, nhóm đã được công bố là chiến thắng giải thưởng "Yan Vpop 20 Music Awards" ở 2 hạng mục "Nhóm nhạc triển vọng của năm" và "Top 20 bài hát của năm".
- Vào tháng 2, một sự kiện xảy ra gây nên một cuộc tranh cãi lớn trong cộng đồng người hâm mộ âm nhạc Việt, khi Erik thông báo chính thức rời khỏi nhóm Monstar lẫn St.319 Entertainment[13][14]. Đến nay lý do của sự ra đi này vẫn chưa được giải đáp, cả hai phía đều có những lập luận của mình.
- Sau đó không lâu, St.319 chính thức có thông báo về thành viên tiếp theo sẽ gia nhập nhóm Monstar là Grey-D[15][16][17]. Anh cũng từng xuất hiện trong MV Selfie My Xmas cùng các thành viên Monstar và ca sĩ Suni Hạ Linh vào ngày 10/12/2016. Ca khúc được sáng tác bởi Grey-D.
- Vào cuối tháng 4, Monstar đã có màn trở lại với đội hình mới cùng ca khúc Và Tôi Hát trong dự án đặc biệt sản xuất MV quảng cáo cho nhãn hàng Pepsi. Ca khúc được phát hành bao gồm ba phiên bản: MV chính thức, MV Dance Practice và phiên bản Ascoustic[18]. MV đã cán mốc 1 triệu lượt xem trong 48 tiếng[19]. Ca khúc được sáng tác bởi cả nhóm.
- Tháng 7, nhóm kết hợp với Suni Hạ Linh và Kai Đinh ra mắt MV Chỉ Cần Là Mình Cùng Nhau.
- Vào giữa tháng 8, nhóm Monstar cùng nhóm LIME sang Hàn Quốc thông qua một cuộc thi của Vlive. Nhóm đã được gặp RBW Boys, P.O.P, Mamamoo.
- Ngày 9 tháng 12, Monstar trở lại với ca khúc MV Tình Yêu Chậm Trễ, đây là ca khúc đầu tiên trong chuỗi dự án The Magic Show.

### 2018: Hoàn thiện đội hình
- Tiếp nối chuỗi dự án The Magic Show, ngày 29 tháng 1, Monstar tiếp tục cho ra mắt ca khúc Baby I Told U đánh dấu bước tiến trưởng thành trong phong cách âm nhạc của nhóm. Ca khúc được sáng tác bởi Grey-D.
- Phát súng tiếp theo của Monstar trong năm 2018 là ca khúc Giữ Lấy Làm Gì được chính em út GREY D chắp bút ra mắt vào ngày 11/6/2018. Đây cũng là sản phẩm rất đặc biệt bởi nó là một cột mốc đánh dấu bước lột xác mới của Monstar: thành viên thứ 4 xuất hiện, J đã ra mắt công chúng.
- Ngày 27 tháng 8, nhóm hợp tác với Maybelline ra mắt MV Don't Change Me, Fit Me. Ca khúc được sáng tác bởi Grey-D.
- Ca khúc thứ 5: Hey Girl trong chuỗi dự án The Magic Show tiếp tục được Monstar ra mắt khán giả vào ngày 29/7/2018, ca khúc như một món quà mùa hè mà nhóm muốn gửi tặng đến khán giả. Cũng trong ngày này, Monstar đã tổ chức buổi fanmeeting lần thứ hai của nhóm. Ca khúc được sáng tác bởi Grey-D.
- Bắt đầu từ ngày 7/10 - 13/10 những hình ảnh và teaser về sản phẩm mới Nếu Mai Chia Tay cùng với đó là thành viên thứ năm của Monstar - Zino (Vương Bình) bắt đầu được hé lộ trên Instagram và kênh Youtube chính thức của nhóm. Ca khúc không chỉ giữ vai trò là sản phẩm cuối cùng thuộc chuỗi dự án The Magic Show mà còn là bước đánh dấu việc hoàn thành đội hình 5 thành viên mà CEO của St.319 Entertainment - Aiden đã lên kế hoạch trong suốt 2 năm vừa qua với rất nhiều sự thay đổi trong đội hình debut.
- Ngày 15 tháng 10, ca khúc Nếu Mai Chia Tay chính thức được ra mắt, đánh dấu bước bước trưởng thành của em út Grey-D trong vai trò producer. Ca khúc được sáng tác bởi Grey-D.

### 2019: Sự trở lại
- Ngày 12 tháng 1, tại sân khấu nhà hát Thành phố Hồ Chí Minh, nhóm đã được công bố là chiến thắng "Giải Mai Vàng 2018" ở hạng mục "Nhóm hát được yêu thích nhất".
- Ngày 17 tháng 1, nhân dịp kỷ niệm 8 năm thành lập ST.319, nhóm ra mắt ca khúc BADADU. Ca khúc được sáng tác bởi Grey-D.

### 2021: Full-album đầu tay và tan rã
- Ngày 7 tháng 7, nhóm thông báo chính thức trở lại sau hơn 2 năm với ca khúc Có hẹn với thanh xuân ra mắt vào ngày 18 tháng 7 và full-album kỹ thuật số đầu tay Over The Moon cùng với đó là buổi Online Fan Meeting vào ngày 30 tháng 7 để gửi tặng cho fan đã chờ đợi ủng hộ nhóm trong 2 năm đóng băng hoạt động để thành viên Grey-D hoàn thành Nghĩa vụ quân sự[20][21]. Sau khi ra mắt full-album Over The Moon, Monstar chính thức ngừng hoạt động.[22][23]

## Phong cách âm nhạc
Phong cách âm nhạc của Monstar được định hình đậm nét Hàn Quốc.
Mặt khác, Aiden Nguyễn (CEO của St.319 Entertainment) từng nói:
| “ | Tôi tin rằng dù hiện nay nhạc điện tử phát triển mạnh đến mấy thì đối với người yêu nhạc, âm nhạc truyền thống - những ca khúc có giai điệu đơn giản và ca từ ý nghĩa - vẫn luôn gây được thiện cảm, đồng cảm và chiếm chỗ đứng nhất định trong lòng họ. Tôi không định hướng cho Monstar theo dòng nhạc điện tử. Dù tôi không phủ nhận nhạc điện tử có cái hay riêng, và chắc chắn nếu các ca khúc của Monstar được remix thành nhạc điện tử, tôi vẫn sẽ rất vui lòng. Nhưng thời điểm này, định hướng tôi dành cho Monstar là nhạc pop truyền thống. Tôi muốn đem đến cho khán giả thứ âm nhạc đơn thuần, trả âm nhạc về giá trị cơ bản của nó: những giai điệu đẹp và ca từ ý nghĩa. | ” |
| — Aiden - nhận xét về tranh cãi đã diễn ra giữa fan của ST.319 và nhóm khán giả có ý kiến trái chiều vì hình ảnh "Hàn Quốc hóa". | |   |

## Các thành viên
| Nghệ danh         | Tên khai sinh      | Ngày sinh         | Vị trí                                     |
| ----------------- | ------------------ | ----------------- | ------------------------------------------ |
| Erik              | Lê Trung Thành     | 13 tháng 10, 1997 | Main Vocal                                 |
| Nicky             | Trần Phong Hào     | 6 tháng 3, 1995   | Leader, Main Dancer, Lead Rapper, Vocalist |
| J                 | Phạm Tiến Đạt      | 28 tháng 9, 1995  | Main Vocal                                 |
| Zino (Vương Bình) | Ngô Nguyên Bình    | 11 tháng 7, 1996  | Lead Vocal                                 |
| Key               | Võ Trần Thái Trung | 22 tháng 8, 1996  | Main Rapper, Lead Dancer, Visual           |
| Grey-D            | Đoàn Thế Lân       | 11 tháng 12, 2000 | Main vocal, Rapper                         |

## Danh sách đĩa nhạc

### Album phòng thu
| Tên           | Thông tin album                                                                        | Danh sách bài hát |
| ------------- | -------------------------------------------------------------------------------------- | --- |
| Over the Moon | - Phát hành: 30 tháng 7 năm 2021 - Hãng: ST.319 - Định dạng: Tải nhạc, phát trực tuyến | Danh sách 1. Over the Moon (intro) 2. Tình yêu Chậm Trễ 3. Baby I Told U 4. Nếu mai Chia tay (ft. Amee) 5. Ai Buồn giơ tay 6. Giữ lấy Làm gì 7. Có hẹn với thanh xuân 8. To the Moon and Back (outro) |

## Video âm nhạc

### Video âm nhạc
| Năm  | Tên                       | Thành viên                               | Đạo diễn                      | Ngày phát hành       | Sáng tác              | Album                         | Ghi chú                                                       |
| ---- | ------------------------- | ---------------------------------------- | ----------------------------- | -------------------- | --------------------- | ----------------------------- | ------------------------------------------------------------- |
| 2016 | #Babybaby                 | Erik, Key, Nicky                         | Beomfe Kim - La Zung          | 6 tháng 9 năm 2016   | Khắc Hưng, Nicky, Key | Đĩa đơn không nằm trong album | MV debut                                                      |
| 2016 | Love Rain                 | Erik, Key, Nicky                         | Kim Tae Woo                   | 6 tháng 12 năm 2016  | Kim Tae Woo           | Đĩa đơn không nằm trong album | Lời việt bởi Grey-D, Nicky                                    |
| 2016 | Selfie My Xmas            | Erik, Grey-D, Key, Nicky                 | Gin Trần                      | 10 tháng 12 năm 2016 | Kim Tae Woo           | Đĩa đơn không nằm trong album | Kết hợp với Suni Hạ Linh                                      |
| 2017 | Và Tôi Hát                | Grey-D, Key, Nicky                       | Gin Trần                      | 19 tháng 4 năm 2017  | Cả nhóm               | Đĩa đơn không nằm trong album | MV đầu tiên sau khi thay đổi đội hình lần đầu                 |
| 2017 | Chỉ Cần Là Mình Cùng Nhau | Grey-D, Key, Nicky                       | Gin Trần                      | 8 tháng 7 năm 2017   | Kai Đinh              | Đĩa đơn không nằm trong album | Kết hợp với Kai Đinh, Suni Hạ Linh                            |
| 2017 | Tình Yêu Chậm Trễ         | Grey-D, Key, Nicky                       | Gin Trần                      | 9 tháng 12 năm 2017  | Grey-D                | Over The Moon                 | —                                                             |
| 2018 | Baby I Told U             | Grey-D, Key, Nicky                       | Đinh Hà Uyên Thư              | 29 tháng 1 năm 2018  | Grey-D                | Over The Moon                 | —                                                             |
| 2018 | Giữ Lấy Làm Gì            | Grey-D, Key, J, Nicky                    | Khương Vũ                     | 11 tháng 6 năm 2018  | Grey-D                | Over The Moon                 | MV đầu tiên sau khi thay đổi đội hình lần 2                   |
| 2018 | Don't Change Me, Fit Me   | Grey-D, Key, J, Nicky                    |                               | 27 tháng 7 năm 2018  | Grey-D                | Đĩa đơn không nằm trong album | —                                                             |
| 2018 | Hey Girl                  | Grey-D, Key, J, Nicky                    | ZooYoung Jeoung - Jaewoo Lee  | 29 tháng 7 năm 2018  | Grey-D                | Đĩa đơn không nằm trong album | —                                                             |
| 2018 | Nếu Mai Chia Tay          | Grey-D, Key, J, Nicky, Zino (Vương Bình) | Hapu Zeroz - Nguyễn Trọng Duy | 15 tháng 10 năm 2018 | Grey-D                | Over The Moon                 | Kết hợp với Amee, MV đầu tiên sau khi thay đổi đội hình lần 3 |
| 2019 | BADADU                    | Grey-D, Key, J, Nicky, Zino (Vương Bình) | Khương Vũ                     | 17 tháng 1 năm 2019  | Grey-D, Nicky, Key    | Đĩa đơn không nằm trong album | —                                                             |
| 2021 | Có Hẹn Với Thanh Xuân     | Grey-D, Key, J, Nicky, Zino (Vương Bình) | Thụy Vũ                       | 18 tháng 7 năm 2021  | Grey-D, Nicky         | Over The Moon                 | MV cuối cùng của nhóm                                         |

### Video âm nhạc đã xuất hiện
| Năm  | Tên                             | Nghệ sĩ                   | Thành viên        | Album                         | Đạo diễn                            | Ngày phát hành       |
| ---- | ------------------------------- | ------------------------- | ----------------- | ----------------------------- | ----------------------------------- | -------------------- |
| 2012 | You & I                         | Cường Seven               | Key               | Đĩa đơn không nằm trong album | Nguyễn Chung                        | 20 tháng 2 năm 2012  |
| 2014 | Nhớ                             | Min                       | Nicky             | Đĩa đơn không nằm trong album | Nguyễn Lâm                          | 22 tháng 6 năm 2014  |
| 2014 | Get out                         | Min                       | Nicky             | Đĩa đơn không nằm trong album | Beomfe Kim - La Zung                | 11 tháng 8 năm 2014  |
| 2018 | Tình yêu tuyệt vời              | S.T Sơn Thạch             | Nicky             | Đĩa đơn không nằm trong album | Beomfe Kim - La Zung                | 17 tháng 12 năm 2018 |
| 2019 | Anh nhà ở đâu thế               | Amee ft B Ray             | Zino (Vương Bình) | Đĩa đơn không nằm trong album | ZooYoung Jeoung - Jaewoo Lee        | 3 tháng 4 năm 2019   |
| 2020 | Thôi miên                       | Cara                      | Nicky             | Đĩa đơn không nằm trong album | Nguyễn Việt Nữ                      | 17 tháng 3 năm 2020  |
| 2020 | Cánh hoa tổn thương             | Hoàng Yến Chibi           | Key, Nicky        | Đĩa đơn không nằm trong album | Nguyễn Khắc Huy                     | 6 tháng 11 năm 2020  |
| 2021 | Tình bạn diệu kỳ (Special ver.) | Amee, Ricky Star, Lăng LD | Nicky             | Diệu kỳ Việt Nam              |                                     | 23 tháng 2 năm 2021  |
| 2021 | Thích em hơi nhiều              | Wren Evans                | Nicky             | Chiều Hôm Ấy Anh Thấy Màu Đỏ  | Nguyễn Hải Nguyên (The Tripod Guys) | 18 tháng 6 năm 2021  |
| 2021 | Độc thân                        | Jsol                      | Nicky             | Đĩa đơn không nằm trong album | Gin Trần                            | 8 tháng 7 năm 2021   |

## Một số ca khúc khác
| Năm  | Tên              | Đĩa đơn   |
| ---- | ---------------- | --------- |
| 2016 | Turn it up       | #Babybaby |
| 2017 | Khởi đầu tết vui |           |

## Phim đã tham gia
| Năm  | Tên phim                     | Thành viên | Thể loại  | Nhân vật       | Đạo diễn                    | Chú thích   |
| ---- | ---------------------------- | ---------- | --------- | -------------- | --------------------------- | ----------- |
| 2015 | Sét đánh một cách rất rụt rè | Nicky      | Phim ngắn | Trần Phong Hào | Vũ Ngọc Phượng (Phoenix Vũ) | Vai chính   |
| 2016 | 5s online                    | Nicky      | Phim ngắn | Mạnh (Tũn)     | Nguyễn Hữu Trọng            | Tập 531-533 |
| 2019 | Chuyện yêu                   | Nicky      | Phim ngắn | Nicky          | Nguyễn Nghị                 |             |

## Chương trình truyền hình
| Năm       | Tên                                  | Thành viên                       | Kênh phát sóng | Ngày phát sóng       | Chú thích                          |
| --------- | ------------------------------------ | -------------------------------- | -------------- | -------------------- | ---------------------------------- |
| 2016      | We10 - Bảng xếp hạng ca khúc quốc tế | Nicky                            | Yantv (SCTV2)  |                      | Khách mời                          |
| 2016-2017 | Radio 88.8                           | Nicky, Key, Grey-D               | Yantv (SCTV2)  |                      | Host, khách mời                    |
| 2017-18   | Bỗng Dưng Phải Nấu                   | Nicky                            | V Live         | 15 tháng 12 nằm 2017 | Host                               |
| 2018      | Bỗng Dưng Phải Nấu                   | Key, Grey-D                      | V Live         | 23 tháng 3 năm 2018  | Tập 11                             |
| 2018      | Một Trăm Triệu Một Phút              | Nicky, Key, Grey-D               | VTV3           | 8 tháng 7 năm 2018   | Tập 154                            |
| 2019      | Hòa ca 2019                          | Cả nhóm                          | VTV            |                      | Khách mới, Chương trình tết 2019   |
| 2019      | Đùa Như Thật                         | Key, Zino (Vương Bình)           | HTV7           | 26 tháng 1 năm 2019  | Tập 11                             |
| 2019      | Úm Ba La Ra Chữ Gì?                  | Nicky, Key                       | VTV3           | 22 tháng 6 năm 2019  | Tập 21                             |
| 2019      | MONSTAR WORLD                        | Nicky, Key, J, Zino (Vương Bình) | V Live         | 31 tháng 7 năm 2019  |                                    |
| 2019      | Sàn Đấu Ca Từ                        | Nicky, J, Zino (Vương Bình)      | HTV7           | 22 tháng 12 năm 2019 | Tập 12                             |
| 2020      | 24H Thử Yêu                          | Nicky                            | HTV7           | 4 tháng 3 năm 2020   | Tập 3, 4                           |
| 2020      | Quả Cầu Bí Ấn                        | Nicky, Key, J, Zino (Vương Bình) | VTV3           | 7 tháng 3 năm 2020   | Tập 9                              |
| 2020      | Sàn Đấu Ca Từ                        | Nicky, Key, J                    | HTV7           | 7 tháng 8 năm 2020   | Tập 3                              |
| 2021      | Tỏ Tình Hoàn Mỹ                      | Zino (Vương Bình)                | HTV7           | 30 tháng 4 năm 2021  | Thành viên cố định từ tập 21 - nay |

## Giải thưởng và đề cử
| Năm           | Giải thưởng                  | Hạng mục                         | Đề cử                   | Kết Quả   |
| ------------- | ---------------------------- | -------------------------------- | ----------------------- | --------- |
| 2016          | Zing Music Awards            | Song ca/Nhóm nhạc được yêu thích | Monstar                 | Đề cử     |
| 2016          | Yan Vpop 20 Music Awards     | Nhóm nhạc triển vọng của năm     | Monstar                 | Đoạt giải |
| 2016          | Yan Vpop 20 Music Awards     | Top 20 bài hát của năm           | "#Babybaby"             | Đoạt giải |
| 2017          | Keeng Young Awards           | Ca khúc nhạc Dance               | "Và tôi hát"            | Đề cử     |
| 2017          | Keeng Young Awards           | Nhóm nhạc được yêu thích nhất    | Monstar                 | Đề cử     |
| 2017          | Giải Mai vàng                | Nhóm hát được yêu thích nhất     | Monstar                 | Đề cử     |
| 2017          | V Live Year End Party        | Ngôi sao tương tác               | Monstar                 | Đề cử     |
| 2017          | Zing Music Awards            | Song ca/Nhóm nhạc được yêu thích | Monstar                 | Đề cử     |
| 2018          | Zing Music Awards            | Song ca/Nhóm nhạc được yêu thích | Monstar                 | Đề cử     |
| Giải Mai vàng | Nhóm hát được yêu thích nhất | Đoạt giải                        | Monstar                 |           |
| 2019          | Giải Mai vàng                | Nhóm hát được yêu thích nhất     | Monstar                 | Đề cử     |
| 2021          | Làn Sóng Xanh                | Ca khúc của năm                  | "Có hẹn với thanh xuân" | Đề cử     |
| 2021          | Làn Sóng Xanh                | Top ca khúc được yêu thích       | "Có hẹn với thanh xuân" | Đoạt giải |